# Axel Gernert
Axel Gernert (* 24. August 1956 in Güstrow) ist ein deutscher Unternehmer sowie ehemaliger Journalist und American-Football-Funktionär.

## Laufbahn
Gernert, 1956 als Sohn von in Hamburg lebenden Eltern (Mutter: Immobilienmaklerin, Vater: Kfz-Mechaniker und Motorradrennfahrer) geboren, war ab 1978 Volontär bei der Bild-Zeitung, später arbeitete er als Journalist für die Sport Bild sowie die Hamburger Morgenpost.
Bereits Ende der 1970er Jahre war Gernert als Zuschauer von Spielen der Hamburg Dolphins, zu deren Kader sein Bruder Lutz zählte, sowie im Rahmen eines Urlaubsaufenthalts bei einem Vorbereitungsspiel zwischen den New England Patriots und den Los Angeles Rams mit der Sportart American Football in Berührung gekommen. 1987 übernahm er bei der von einem Freund als Trainer betreuten Mannschaft Hamburg Silver Eagles die Managertätigkeit. Gernert, der seinerzeit in einem Werbeunternehmen arbeitete, wurde als Vertreter einer „neuen Generation von deutschen Sportvermarktern in den 1990er Jahren“ bezeichnet. Die Heimspiele der Silver Eagles zog er nach dem Vorbild US-amerikanischer Footballveranstaltungen als Spektakel auf. Im Juni 1990 richtete er ein Heimspiel der Silver Eagles in Schwerin in der DDR aus, um neues Publikum zu erschließen und die Sportarten zu verbreiten. Gernert gelang es, durch Werbemaßnahmen und Öffentlichkeitsarbeit, mit der Hamburger Mannschaft in der Zweitligasaison 1990 den höchsten Zuschauerschnitt (fast 3100 je Heimspiel) der Liga zu verbuchen. 1991 traten Gernerts Silver Eagles nach dem Aufstieg in der Bundesliga an. Im Sommer 1991 beendete er seine Tätigkeit bei den Hamburg Silver Eagles.
Er war 1989 an der Ausrichtung der Football-Europameisterschaft in Deutschland beteiligt. Gernert war „Macher“ der Mannschaft Team Hamburg, die für die Teilnahme an einer Europaliga vorgesehen war. Als der Aufbau einer solchen Liga im Frühling 1992 gescheitert war, brachte Gernert seine Spieler vorerst beim Regionalligisten Hamburg Hornets unter. Im selben Jahr entstanden die Hamburg Blue Devils, zu deren Gründern er gehörte und deren Vereinspräsident er wurde. Die Blue Devils nahmen zunächst nicht am organisierten American-Football-Spielbetrieb in Deutschland teil: Gernert schuf 1992 eine „Masters“-Spielserie („Schweppes Cool Masters“), in deren Rahmen die Hamburger Spiele bestritten und unter anderem auf Gegner aus den Niederlanden und Russland trafen. Gernert führte die Partien wiederum nach dem Vorbild von Footballspielen in den USA durch und heuerte unter anderem Cheerleader aus den Vereinigten Staaten an. Ab 1993 veranstaltete er im Hamburger Volksparkstadion (1998 im Millerntorstadion) zudem jährlich das Wohltätigkeitsspiel „Charity Bowl“, bei dem die Hamburger Mannschaft gegen internationale Gegner (meist Hochschulmannschaften aus den Vereinigten Staaten) antrat und das teils mehr als 15 000 Zuschauern anlockte. Gernert ließ die Blue Devils an der Ende 1993 von ihm gegründeten Football League of Europe (FLE) teilnehmen, zu der auch Mannschaften aus den Niederlanden, England, Finnland und Schweden zählten. Mit dieser Liga zog sich Gernert den Ärger von Vertretern des deutschen Footballverbandes AFVD zu, der unter anderem bemängelte, die FLE sei lediglich auf kommerzielle Ziele ausgerichtet. Die FLE, deren Präsident Gernert war, geriet 1994 ebenso in finanzielle Schwierigkeiten wie auch die Blue Devils. Nach der Saison 1994 zog sich Gernert mit den Blue Devils aus der FLE zurück und handelte mit dem AFVD eine Vereinbarung aus, in der 1995er Saison über eine Erweiterung des Bundesliga-Teilnehmerfelds einen Startplatz für seine Hamburger Mannschaft in der höchsten deutschen Spielklasse zu erhalten.
In Gernerts Amtszeit als Präsident der Blue Devils gewannen die Hamburger, deren Heimspielen im Volksparkstadion teils mehr als 30 000 Zuschauer beiwohnten, 1996 die deutsche Meisterschaft sowie 1996, 1997 und 1998 den Eurobowl. Als schwierig erwies sich immer wieder die Stadionfrage: So brachte Gernert nach dem deutschen Meistertitel 1996, den die Hamburger durch einen Endspielsieg gegen Düsseldorf vor 19 700 Zuschauern im Volksparkstadion errungen hatten, den Bau eines privat finanzierten Footballstadions mit einer Kapazität von rund 15 000 Plätzen im Hamburger Volkspark ins Gespräch. Diese Idee wurde nie umgesetzt.
Von der Zeitung Die Welt wurde Gernert als der „allmächtige Präsident“ der Blue Devils bezeichnet. Er setzte unter anderem auf eine hohe Medienpräsenz seiner Mannschaft, machte aus den Blue Devils eine Marke und betrieb der Tageszeitung zufolge „den Sport als knallhart kalkulierender Geschäftsmann“. Gernert, dem immer wieder fehlende Transparenz in der Führung der Blue-Devils-Geschäfte vorgeworfen wurde, erklärte im Jahr 2000: „American Football braucht Möglichkeiten zur Darstellung“. Das Hamburger Abendblatt wertete Gernerts Wirken im August 2000 wie folgt: „Ohne ihn und seine Ideen hätte Football in Hamburg nie die Popularität und den Stellenwert […] erreicht.“ Laut Die Welt war Gernert „Erfolgreicher Visionär mit der Lust am großen Auftritt“. Angesprochen auf die Bedeutung der Hamburg Blue Devils für ihn sagte Gernert im März 1997: „Wenn man einen Traum oder eine Vision hat und dieses Thema über mittlerweile zehn Jahre mit Ehrgeiz verfolgt, dann können sich bestimmt auch Aussenstehende vorstellen, was mir diese Arbeit bedeutet.“
Mit seinem Unternehmen Gernert Medien Beratung (GMB), das später bankrottging, zeichnete Gernert von 1998 bis 2000 für die Austragung des Eurobowls und von 1996 bis 1999 des Endspiels um die deutsche Meisterschaft (German Bowl) verantwortlich. Ihm wurde zugeschrieben, den Aufstieg der Sportart American Football in Deutschland „maßgeblich mitgeprägt“ zu haben. Im Sommer 2000 gab Gernert bekannt, dass den Blue Devils das Geld ausgegangen sei, im September 2000 teilte er seinen Rücktritt als Präsident der Blue Devils mit und zog sein Unternehmen GMB, das unter anderem auch für den Vertrieb der Fanartikel der Hamburger Mannschaft zuständig war, aus dem Football zurück. Die Mannschaft wurde zu diesem Zeitpunkt von großen wirtschaftlichen Sorgen geplagt, unter anderem standen noch 300 000 DM Stadionmiete für das Volksparkstadion aus. Die Entscheidung zum Rücktritt nannte Gernert „die wohl schwerste meines Lebens“.
Ab dem Jahr 2002 veranstaltete Gernert mit dem Unternehmen CJ Projektmanagement Hamburg GmbH den HSH Nordbank Run, einen Volkslauf in der Hamburger Hafencity. Ab 2004 war Gernert maßgeblich an Planung und Durchführung von Veranstaltungen rund um das Einlaufen des Kreuzfahrtschiffes Queen Mary 2 in Hamburg beteiligt, das bei der Premiere im Juni 2004 rund 300 000 Menschen und 2005 mehr als eine halbe Million Menschen anzog.
Im Oktober 2012 gaben die Blue Devils Gernerts Rückkehr bekannt, dieser werde als Berater für die Hamburger tätig sein, hieß es seitens des Vereins. Im Folgemonat sagte Gernert den Hamburgern dann jedoch ab.